# Куренівка (зупинний пункт, Південно-Західна залізниця)
Курені́вка (до 2024 — Зеніт) — пасажирський зупинний пункт Київського залізничного вузла Південно-Західної залізниці. Розташований на Північному напівкільці — обхідній залізничній лінії, що сполучає станції Святошин та Дарниця через станцію Почайна, біля перетину проспекту Степана Бандери (шляхопровід) та Вербової вулиці, між зупинним пунктом Пріорка та станцією Почайна.

## Історія
У 1910 році коштом Федора Терещенка споруджено Куренівський цивільний аеродром на Оболонських луках (район сучасних проспекту Степана Бандери та станції метро «Почайна»). Офіційно відкрито у вересні 1911 року приземленням літака С-6 конструкції І. Сікорського, чим установлено світовий рекорд швидкості для біпланів з двома пасажирами. У жовтні 1911 року на цьому ж летовищі приземлився дирижабль Федора Андерса, що здійснював перший рейс за маршрутом «Купецький сад  — Куренівка — Вишгород — Київ (Куренівка)». На Куренівському аеродромі в 1911—1914 роках здійснювали польоти відомі на той час авіатори: Свєшников, Васильєв, Ф. Гейне, Сципіо дель Кампо, Габер-Влинський та ін.. Через таке сусідство станція й отримала свою назву[джерело?].
У 1920—1950-ті роки звідси пролягала колія до залізничного ремонтного підприємства на території нинішнього Куренівського парку.
Споруджений у середині 1970-х років, коли почалася розбудова промислової зони в цій місцевості (між Куренівкою, Подолом та Оболонню) та прокладання нової автомагістралі в бік майбутнього Північного мосту. З 4 жовтня 2011 року — одна з зупинок міської електрички.
Біля платформи знаходиться кінцева зупинка тролейбусних маршрутів № 28, 29, 30, 31, 34.
У 2013 році платформа була повністю перебудована. Побудовані пандуси для осіб з обмеженими можливостями. Ліквідовано галерею над платформою в напрямку ст. Почайна.

## Зображення

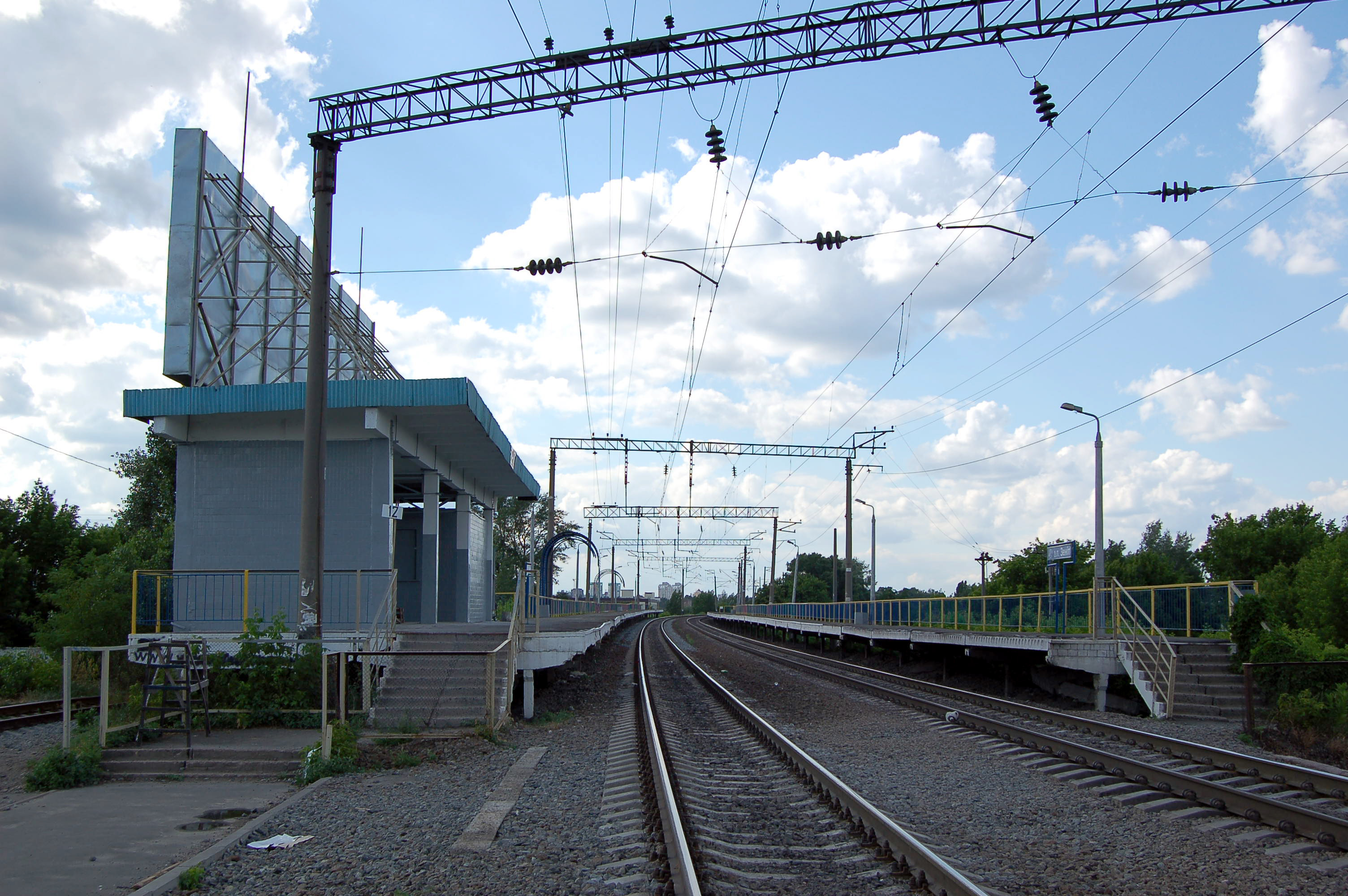
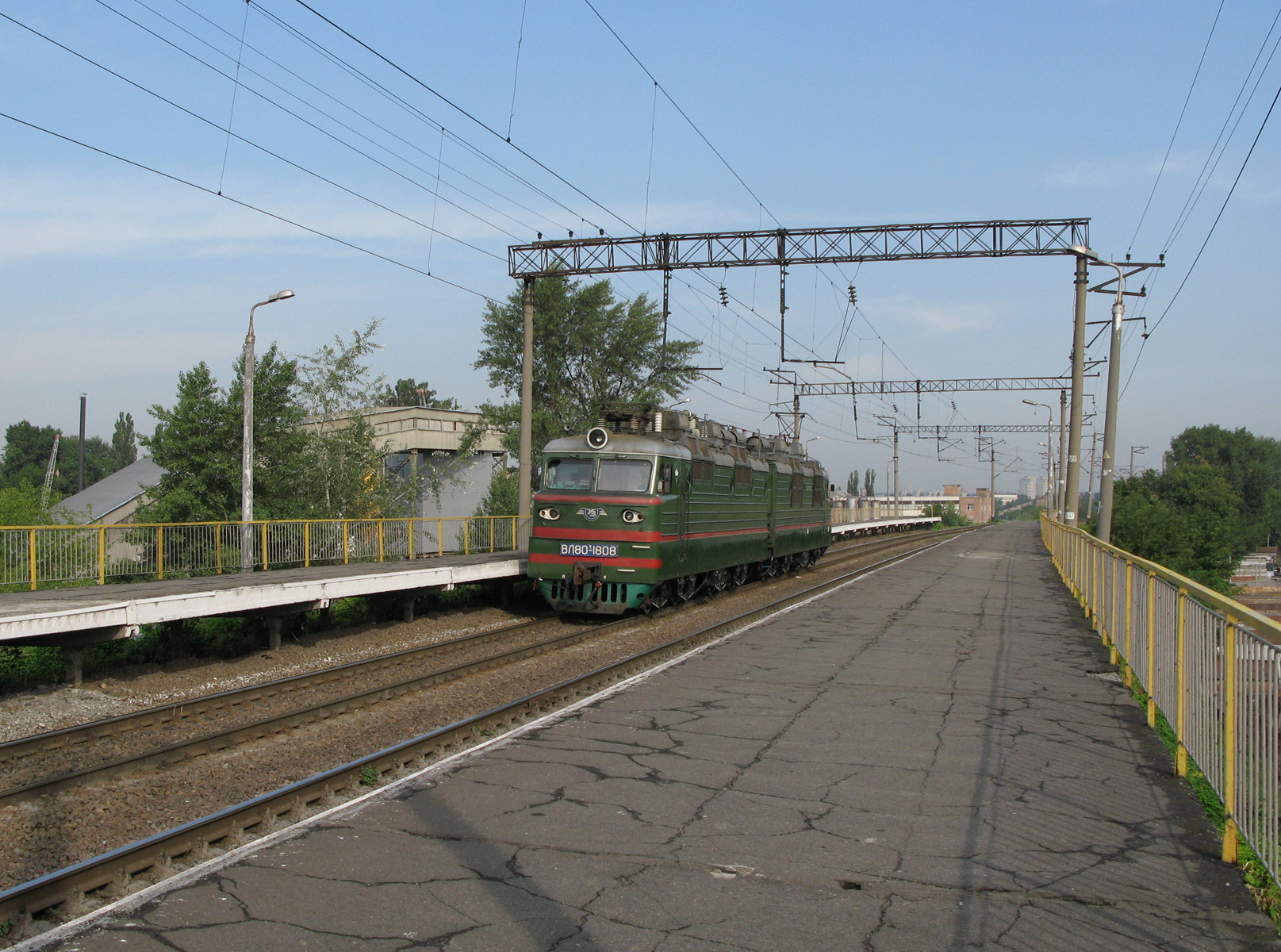